# 軍需産業
軍需産業（ぐんじゅさんぎょう）とは、軍隊で使われる武器や軍需品を製造したり、販売したりする産業のことを指す。日本語では軍事工業、武器製造、戦争ビジネスなどにも訳される。

## 概説
軍需産業とは軍隊で需要があるものを、製造したり軍隊に対して販売したりすることで、利潤を得ている企業群の総称である。
軍需産業が生み出す製品は多岐に及んでおり、軍隊が戦闘時に用いたり戦闘に備えて配備する兵器・銃器類（ミサイル、軍用機、艦船、戦車、大砲、ロケット砲、機関銃）やそれらで使う弾薬や軍用電子機器、また地雷、手榴弾など、また軍服や兵士が用いる様々な装備など、他にも軍隊が日常業務で使う資材、毛布、燃料、食料などの、多様な製品を生産・販売する産業部門のことである。
また、政府との契約にもとづき民間従業員を派遣して、正規軍が行なう積極的な戦闘行動以外の補給や保守などの主に兵站業務を代行する民間軍事会社も軍需産業に含めることがある。
特に兵器の開発・製造などに特化している場合は「兵器産業」と細分化して呼び分けることもあり、個々の企業や組織に関して、兵器・銃器の売買・流通に特化している場合は武器商人などと呼び分けることがあり、またもっぱら兵器・銃器の売買をする組織・人は、その行為の性質も考慮して、「死の商人」と呼ばれることもある。

### 主な産品

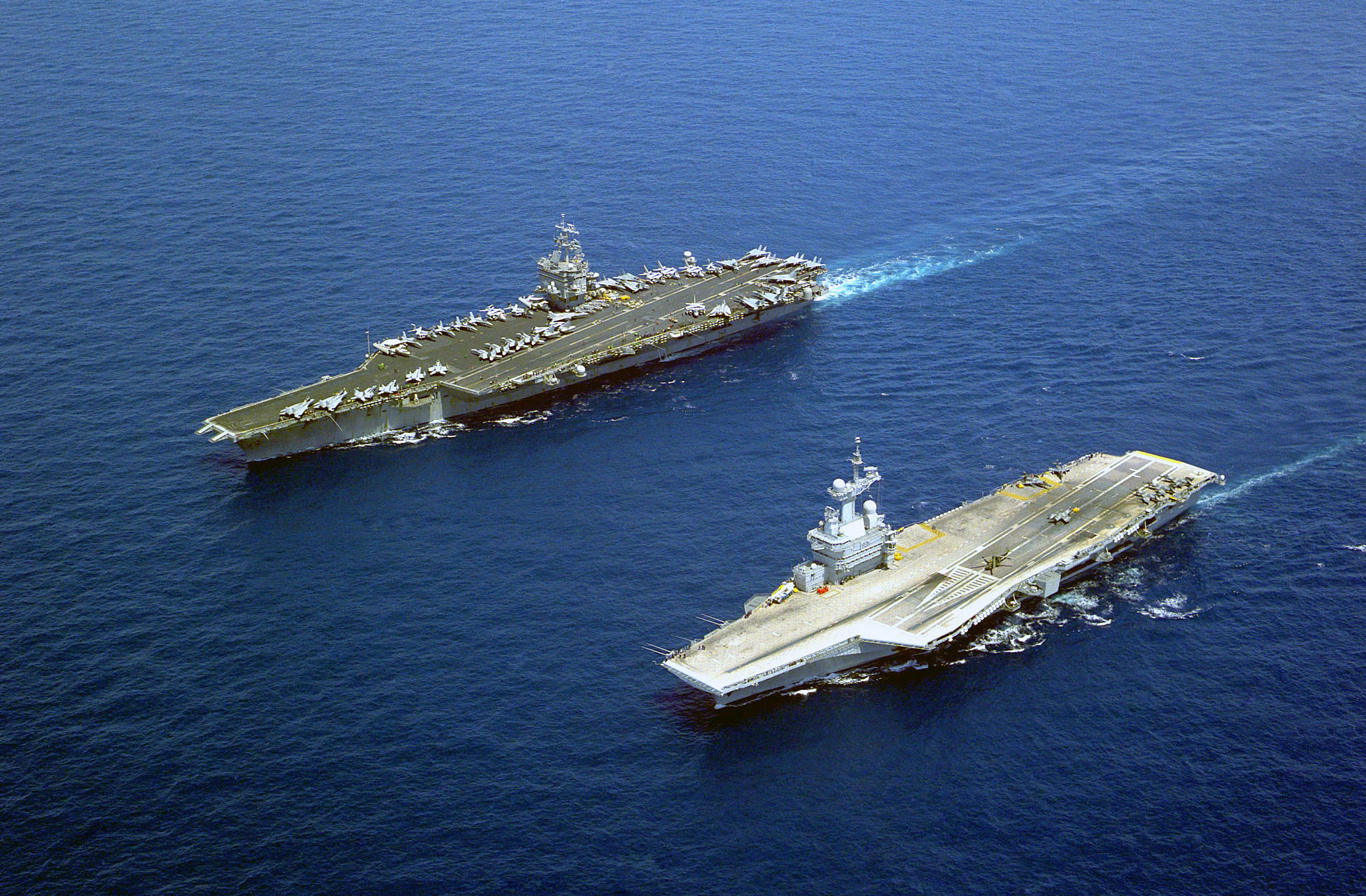
軍艦
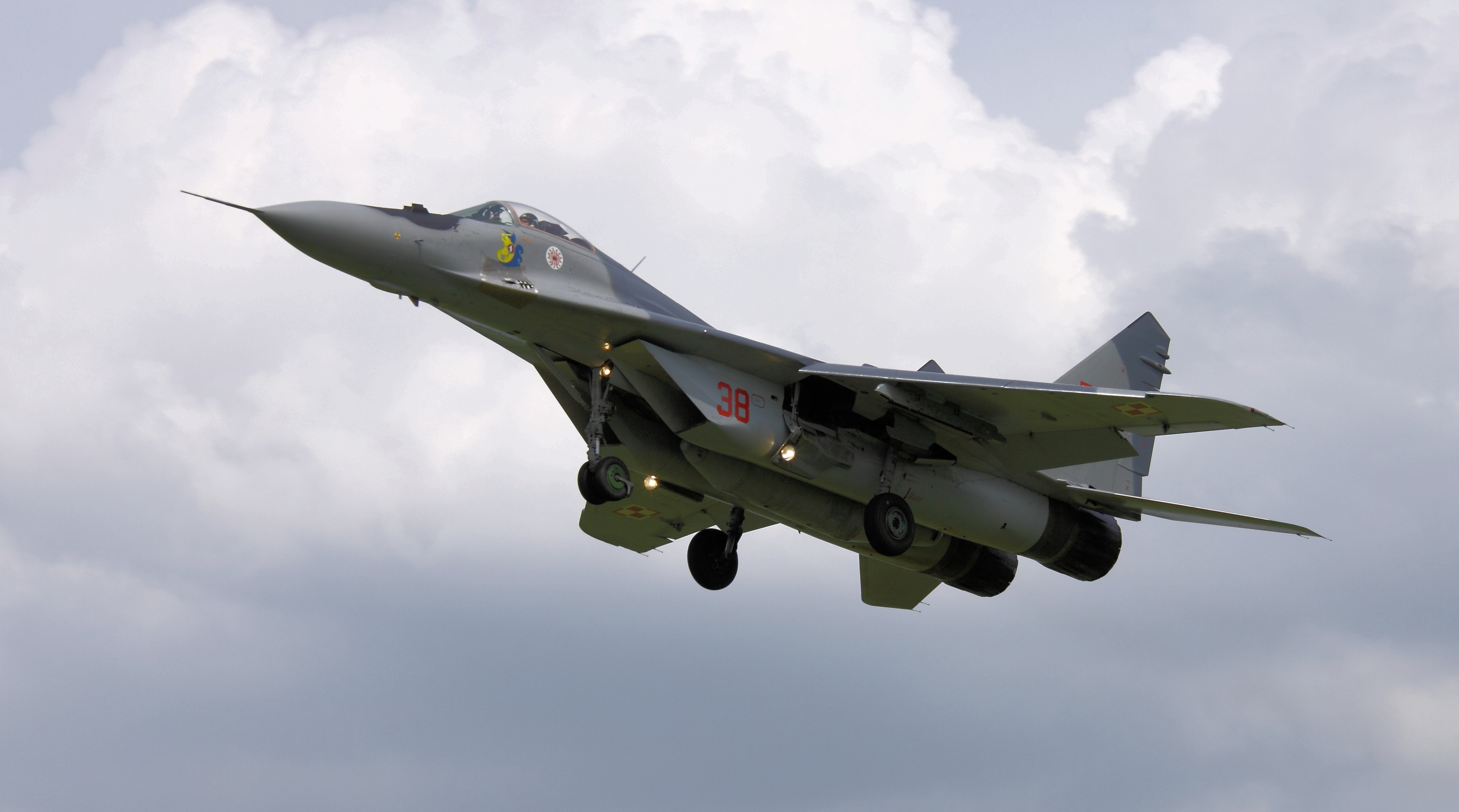
軍用機
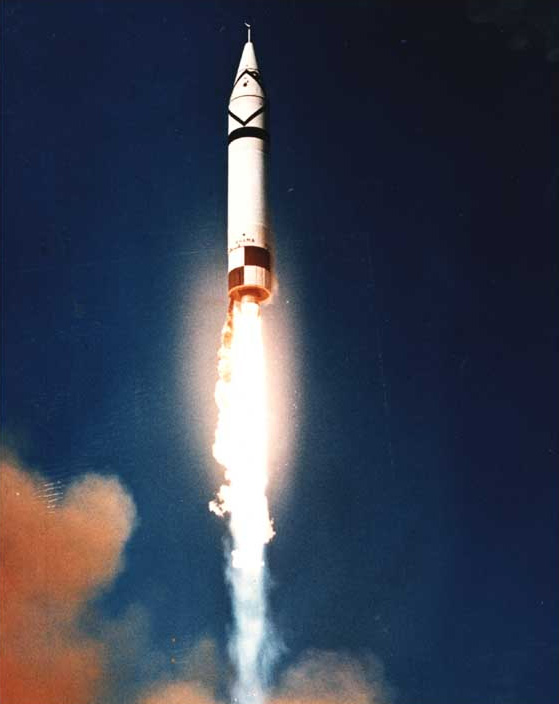
ミサイル
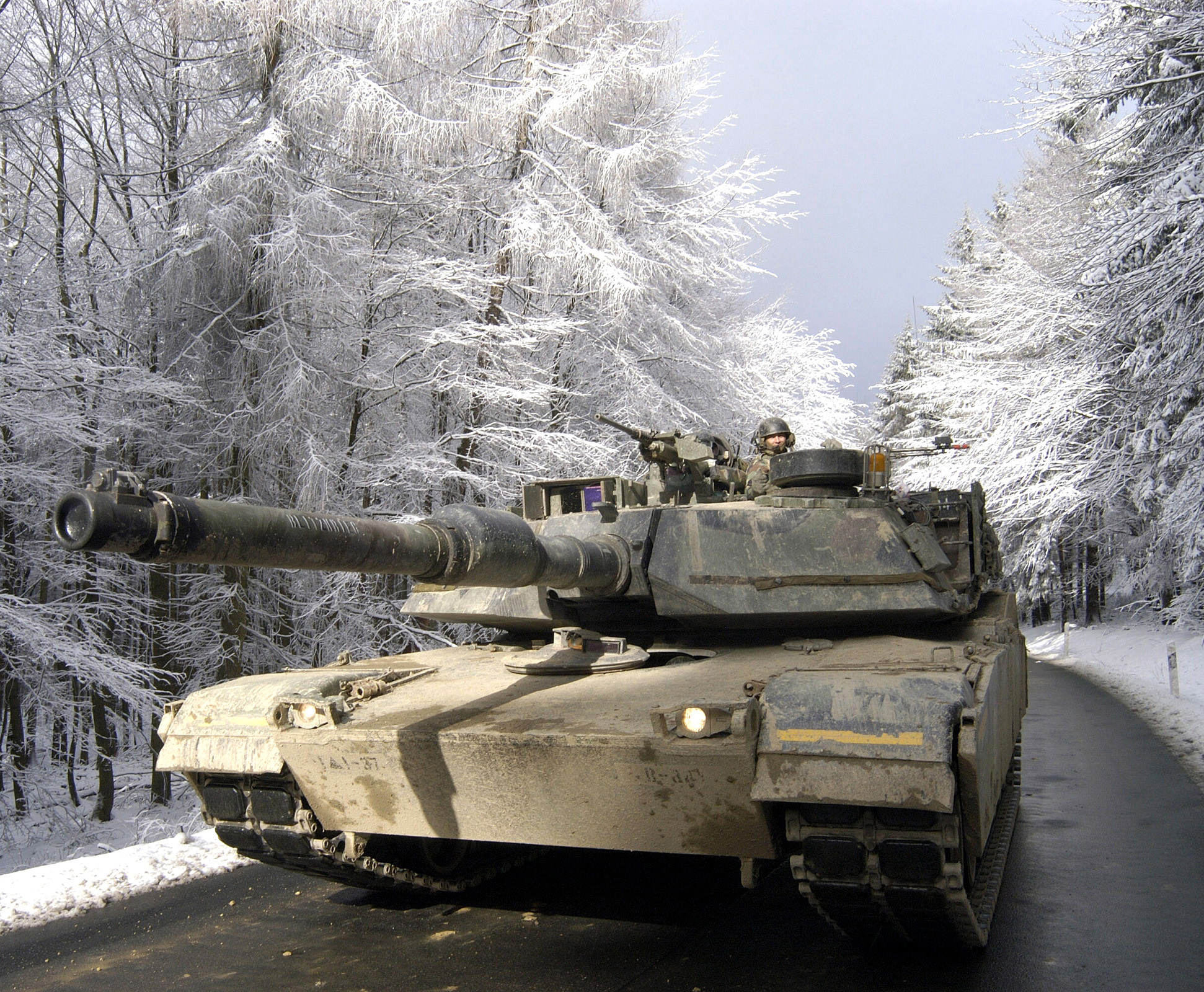
装甲戦闘車両
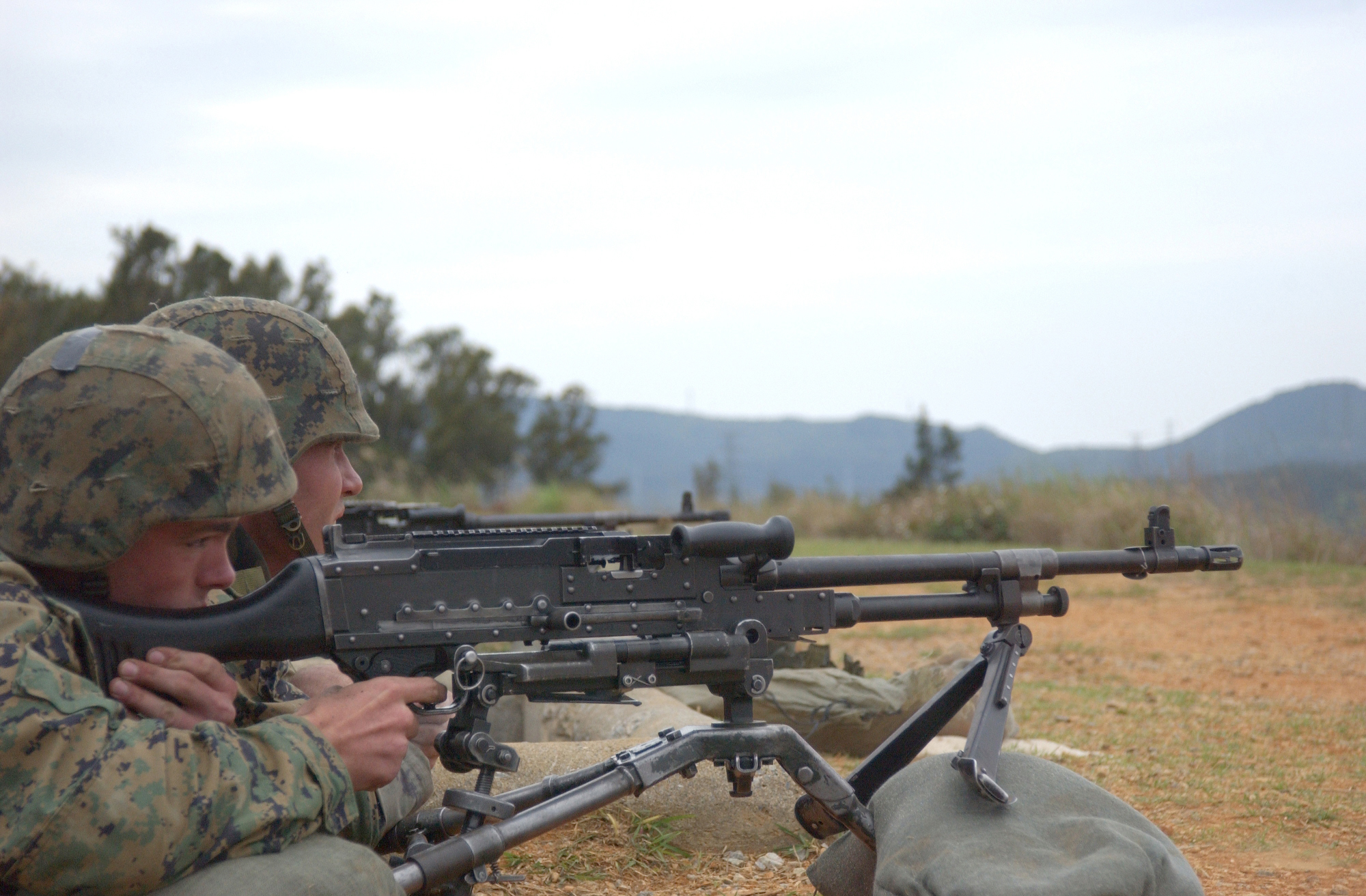
小火器
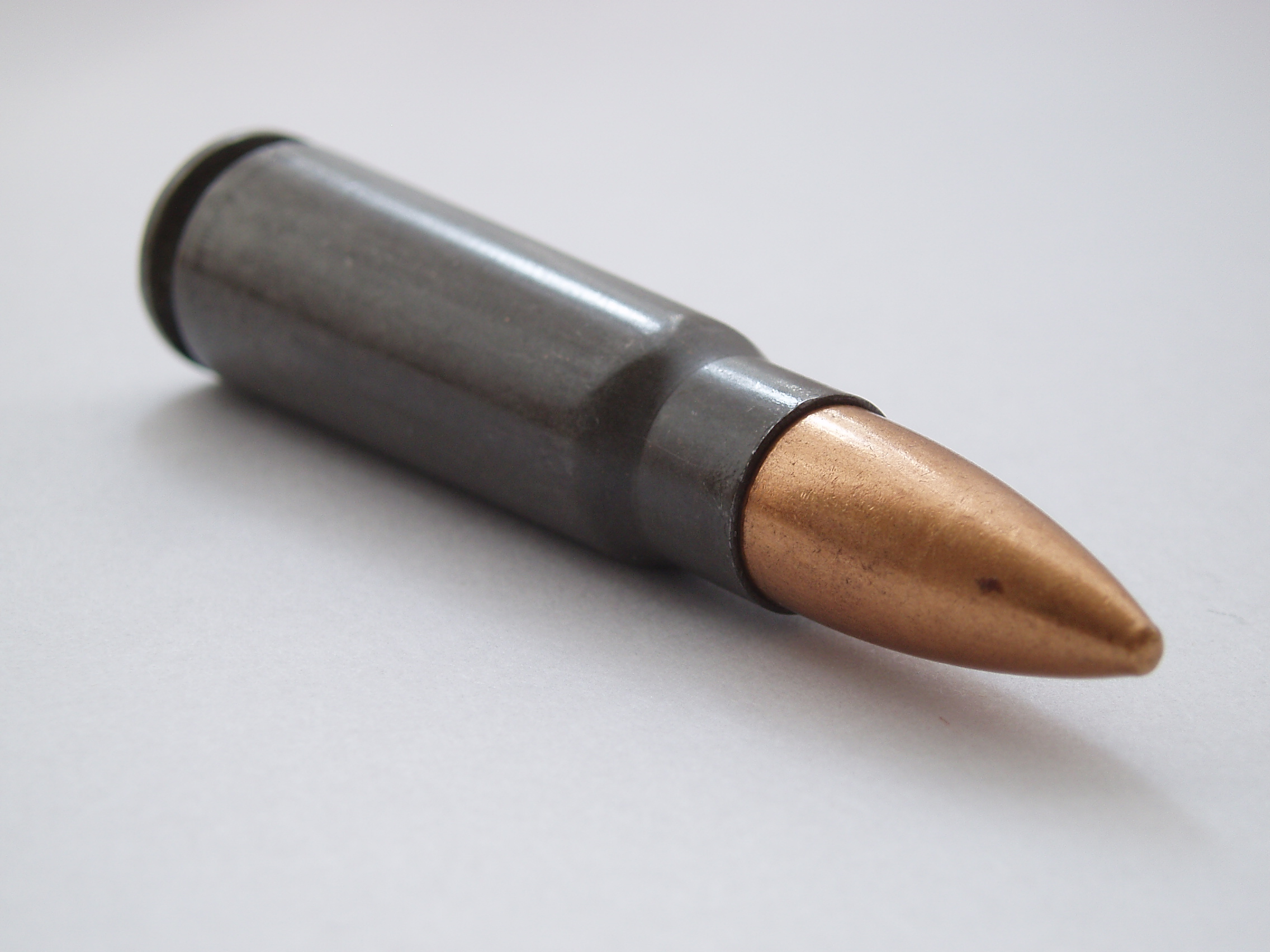
弾薬
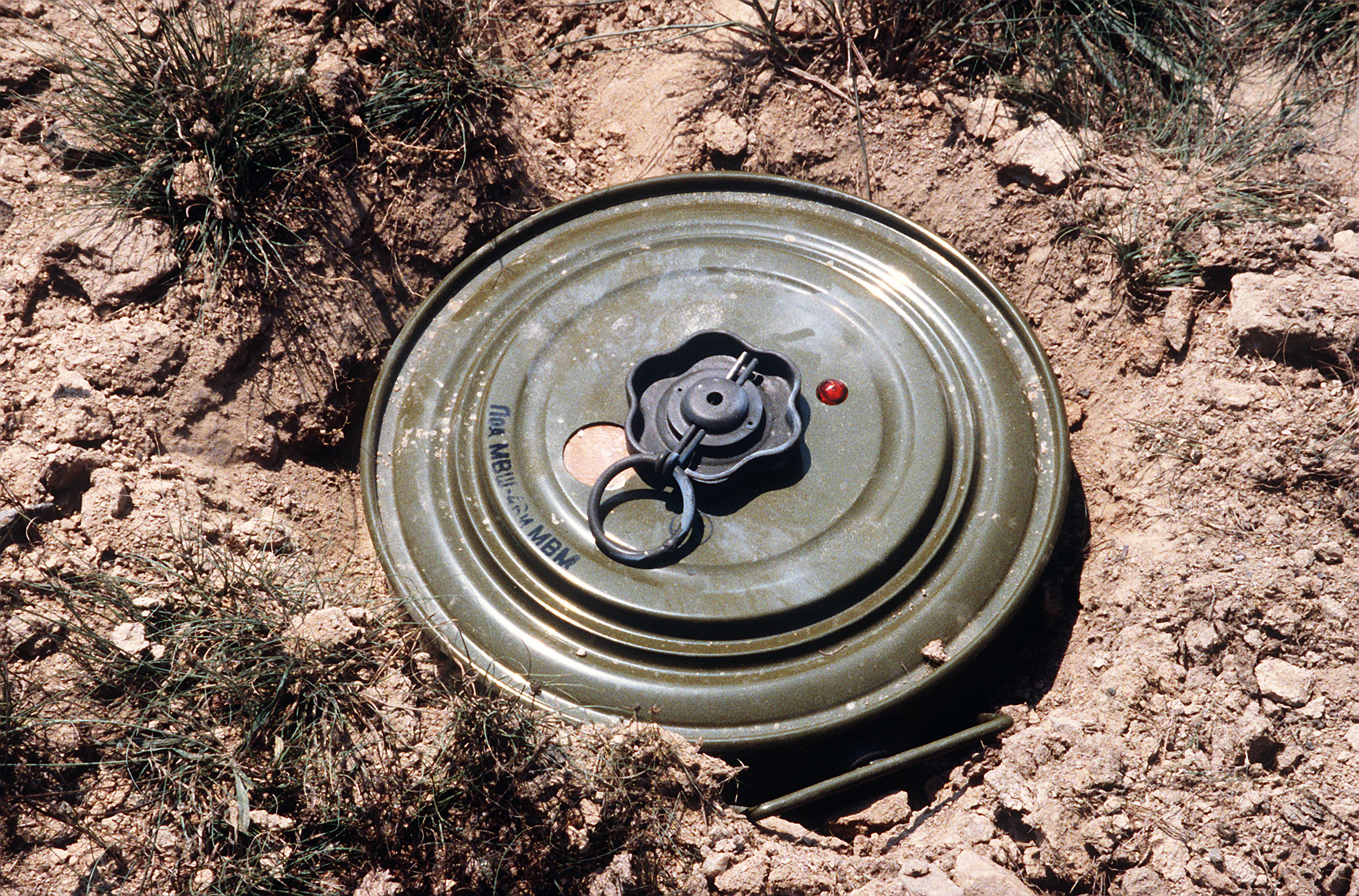
地雷
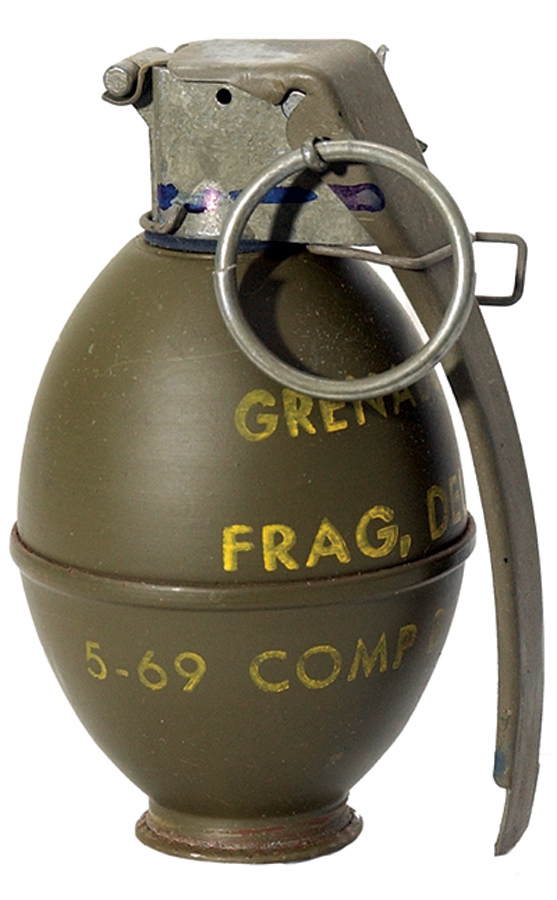
手榴弾
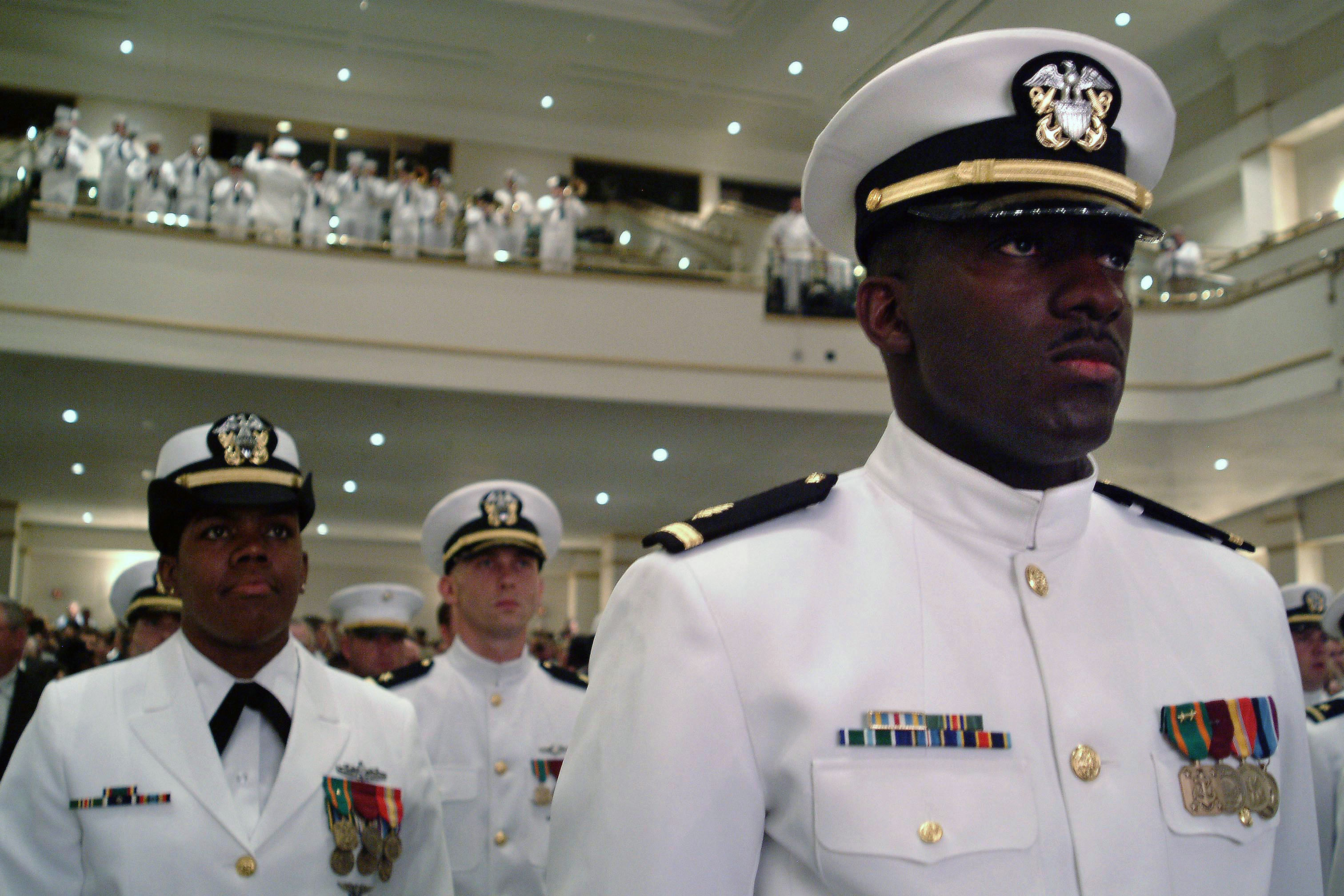
軍服
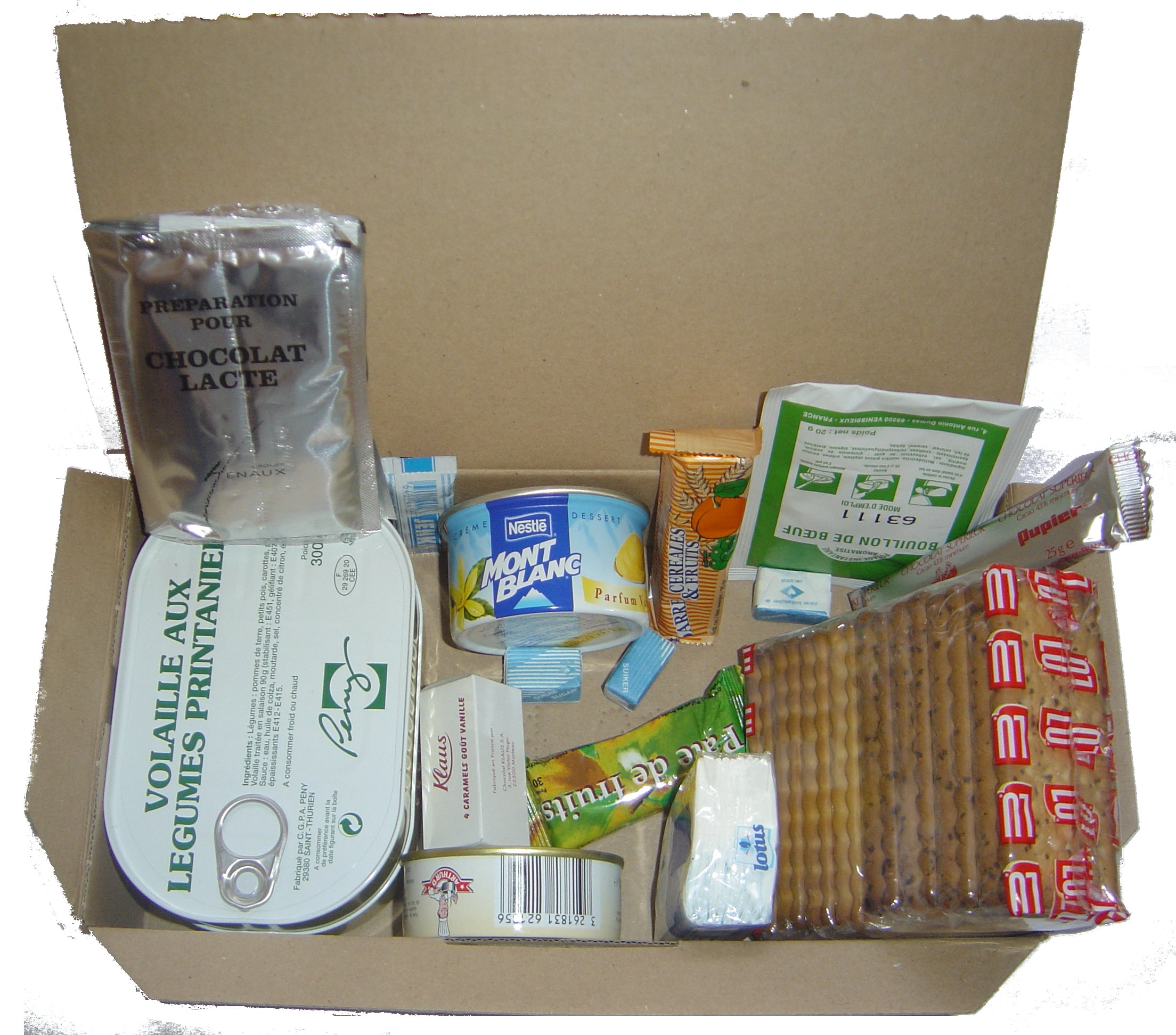
軍用食
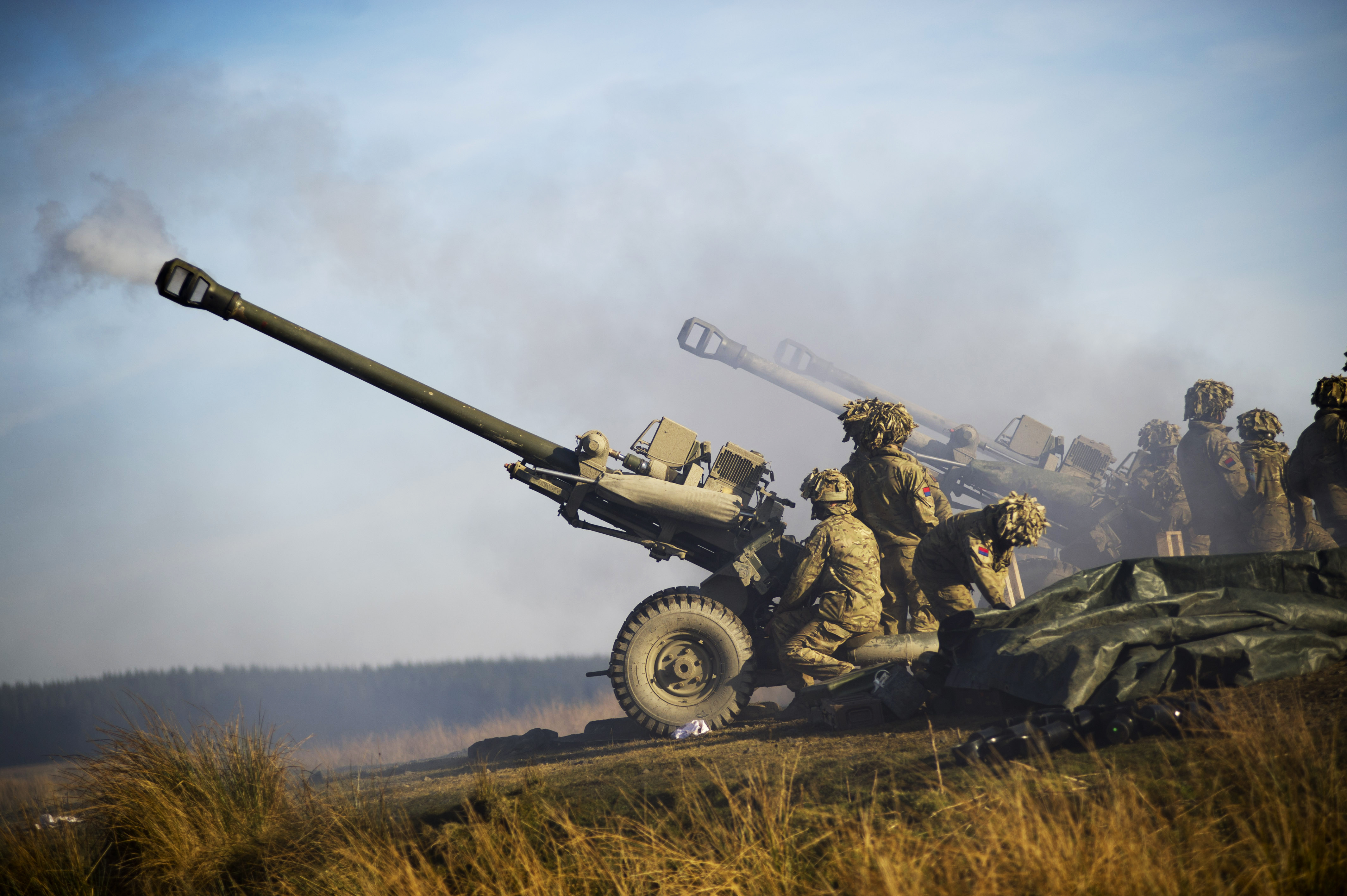
砲

### 取り巻く環境
資本主義国家では多くが民間企業で構成されているが、それ以外の体制下では国家機関が軍需産業を構成している場合がある。軍需産業は国家防衛という国家が行なう軍隊の活動を生産面でサポートする産業であるため、完全に自由な民需産業とはなり得ず、政府の作為的な保護政策や時に強制的な政策が行使され、軍事機密の保護のために個人の移動制限や輸出の制限が加えられる。こういった環境にある産業であるため、新規参入は結果として強く制限される反面、最新の情報通信技術のような「新兵器」が生み出せる技術を持った企業が急成長する産業でもある。
発注者が国家そのものという事で契約履行がほぼ安定しており、受注が得られれば民間企業としては経営が安定できる。現在の世界の多くの財閥や巨大企業がその繁栄期には戦争特需で急成長した時期があったように、戦争によって繁栄しうる。しかし、現代戦は国家財政を大きく消耗させてしまうため長期的な需要とはなりづらい。逆に戦争終結で投資が無駄になることも多い。「軍需産業にとって好都合なのは冷戦のような軍備拡張競争である」などと言われる。現在は冷戦終結後の軍縮で兵器市場が縮小し、軍需産業の統合が進んでいる。
全世界の軍事費合計はソ連崩壊前の1985年には1兆2535億ドルあったが、ソビエト連邦の崩壊後の1995年には9,162億ドル、2000年には8,115億ドルと激減しており、予定されていた装備の調達が大幅に削減されることが多くなった。こうした状況下、冷戦期に拡大した軍需産業界は危機を迎え、1994年にノースロップがグラマンを、1997年にはボーイングがマクドネル・ダグラスを買収するなど、1990年代には多くの企業・部門が統廃合に追い込まれた。2006年現在存在するボーイング、ロッキード・マーティン、ノースロップ・グラマン、レイセオン、EADSといった巨大な軍需企業は1985年には少なくとも20以上の個別の企業あるいは軍需部門であった。
こういった軍需に関わる企業では、軍事機密などを口実として情報開示を行わず、透明な環境での監視や競争原理が働かないまま、国家から多額のお金を得ている。このため、政治家・民間会社・軍官僚の間での癒着（賄賂など）や不法行為の温床となることがある。（詳細は軍産複合体及び天下りを参照）
2006年度は地球全体で9,000億ドル以上が軍需産業に使用され、世界のあらゆる工業国では国内の軍需産業界が発達している。アムネスティ・インターナショナルによって設立されたコントロール・アームズによると、98以上の異なった国に拠点を置く1,135以上の会社がそれらの様々なコンポーネントと弾薬と同様に小火器を製造している。
技術革新が進み、武器が高価になるにつれ、武器の開発や生産は国際共同が主流となりつつあり、1つの国で軍需産業を維持、発展させることは困難となりつつある。

### 兵器産業としての特徴
軍需産業の中でも製品としての兵器を開発し生産する産業では、他の産業に比べて以下の点で特徴がある。
- 顧客は独占需要家：軍需産業は政府以外に顧客を持たず、外国政府への販売であっても政府が仲介を行なう。
- 寡占市場：特定の兵器を生産できるのは1社か又はごく少数の数社のみである。
- 性能・機能優先：兵器の取得価格は2次的な要素であり、性能・機能が優先される。
- 競争は初期のみ：政府から兵器開発の委託契約を受けるまでが、他社との本当の競争であり、一度、兵器開発プロジェクト契約を勝ち取れば、それ以降の継続的な開発契約や実証テスト契約、少量生産契約、量産契約、保守と保守部品供給、設計変更などの長期に渡る受注が期待出来ることが多く、少なくとも他社との競争では圧倒的に優位に立てる。
- 少数の計画：兵器は細かな用途別で多様な兵器が個別開発される傾向が少なくなり、同一の用途は1種類の兵器で賄われ用途別の兵器もできるだけファミリー化によって新たな兵器の開発を減らし、出来るだけ一元化されるようになっている。これは兵器の開発と生産を行なう企業にとっては、ある分野での兵器市場を10年以上に渡って100%独占できるか、0%になるかといった両極端な状況を生み、開発と生産の為の企業資産を長期に渡って平均的・安定的に保有することを難しくしている。
- 保護：企業倒産による兵器技術の国外散逸や不法組織への流出を避けるために、政府は経営の思わしくない兵器企業に各種の経済的な支援を行なう。
- 政府規制：政府の規制が多い。
- 遅延と追加予算：開発契約は遅延され、その上、追加予算が求められることが多いが、政府はこれを受容することが多い。

## 世界の軍需産業収益ランキング
2007年の世界軍需産業収益順位を2006年の数値と共に以下に示す。
|      | |                    | 2007年                  | 2007年            | 2007年        | 2006年                  | 2006年            | 2006年        |
| 順位 | 企業名 | 国                 | 軍需部門収益 (億USドル) | 総収益 (億USドル) | 軍需比率 (％) | 軍需部門収益 (億USドル) | 総収益 (億USドル) | 軍需比率 (％) |
| ---- | --- | ------------------ | ----------------------- | ----------------- | ------------- | ----------------------- | ----------------- | ------------- |
| 1    | ロッキード・マーティン（Lockheed Martin）                                                                 | アメリカ合衆国の旗 | 385.13                  | 418.62            | 92.0          | 342.25                  | 396.20            | 91.0          |
| 2    | ボーイング（The Boeing Company）                                                                          | アメリカ合衆国の旗 | 320.80                  | 663.87            | 48.0          | 292.00                  | 615.30            | 50.0          |
| 3    | BAEシステムズ（BAE Systems）                                                                              | イギリスの旗       | 298.00                  | 314.00            | 95.0          | 250.70                  | 269.676           | 93.0          |
| 4    | ノースロップ・グラマン（Northrop Grumman Corporation）                                                    | アメリカ合衆国の旗 | 245.97                  | 320.18            | 77.0          | 236.49                  | 301.48            | 78.4          |
| 5    | ジェネラル・ダイナミクス（General Dynamics Corporation）                                                  | アメリカ合衆国の旗 | 215.20                  | 272.40            | 79.0          | 187.69                  | 240.63            | 78.0          |
| 6    | レイセオン（Raytheon Company）                                                                            | アメリカ合衆国の旗 | 198.00                  | 213.00            | 93.0          | 195.00                  | 200.63            | 96.1          |
| 7    | EADS（European Aeronautic Defence and Space Company）                                                     | オランダの旗       | 122.392                 | 576.00            | 21.3          | 132.02                  | 5201.86           | 25.4          |
| 8    | L-3 コミュニケーションズ                                                                                  | アメリカ合衆国の旗 | 112.397                 | 139.605           | 81.0          | 99.896                  | 124.769           | 80.1          |
| 9    | フィンメッカニカ（Finmeccanica）                                                                          | イタリアの旗       | 106.016                 | 197.789           | 53.6          | 90.571                  | 164.664           | 55.0          |
| 10   | ユナイテッド・テクノロジーズ（United Technologies Corporation）                                           | アメリカ合衆国の旗 | 87.614                  | 547.59            | 16.0          | 76.526                  | 478.29            | 16.0          |
| 11   | タレス・グループ                                                                                          | フランスの旗       | 72.464                  | 181.161           | 40.0          | 69.974                  | 135.988           | 51.5          |
| 12   | サイエンス・アプリケーションズ・インターナショナル（Science Applications International Corporation SAIC） | アメリカ合衆国の旗 | 65.11                   | 89.35             | 72.9          | 58.00                   | 83.00             | 69.9          |
| 13   | ケロッグ・ブラウン・アンド・ルート（Kellogg, Brown & Root KBR）                                           | アメリカ合衆国の旗 | 59.67                   | 87.45             | 68.2          | 64.00                   | 96.00             | 66.7          |
| 14   | ハネウェル（Honeywell）                                                                                   | アメリカ合衆国の旗 | 50.00                   | 346.00            | 14.5          | 44.00                   | 316.00            | 13.9          |
| 15   | ゼネラル・エレクトリック（General Electric）                                                              | アメリカ合衆国の旗 | 45.00                   | 168.00            | 26.8          | 46.00                   | 154.00            | 29.9          |
| 16   | ロールス・ロイス・ホールディングス（Rolls-Royce）                                                         | イギリスの旗       | 43.926                  | 148.40            | 29.6          | 40.62                   | 140.078           | 29.0          |
| 17   | ITT | アメリカ合衆国の旗 | 42.00                   | 90.00             | 46.7          | 36.593                  | 78.079            | 46.9          |
| 18   | ナバル・グループ                                                                                          | フランスの旗       | 41.549                  | 41.549            | 100.0         | 35.647                  | 35.647            | 100.0         |
| 19   | コンピューター・サイエンシズ（Computer Scienses Corporation）                                             | アメリカ合衆国の旗 | 36.00                   | 148.55            | 24.2          | 35.30                   | 146.156           | 24.2          |
| 20   | Saab | スウェーデンの旗   | 32.347                  | 35.941            | 90.0          | 24.619                  | -                 | -             |

| 2009年のランク | 2008年のランク | 2007年のランク | 企業 (国)                          | 2009年の武器の売り上げ (US$ m.) | 2008年の武器の売り上げ (US$ m.) | 2007年の武器の売り上げ (US$ m.) | 会社全体の売り上げに占める割合 (%), |
| -------------- | -------------- | -------------- | ---------------------------------- | ------------------------------- | ------------------------------- | ------------------------------- | ----------------------------------- |
| 2              | 1              | 2              | BAEシステムズ                      | 33 250                          | 32 420                          | 29 860                          | 95                                  |
| 1              | 2              | 3              | ロッキード・マーティン             | 33 430                          | 29 880                          | 29 400                          | 70                                  |
| 3              | 3              | 1              | ボーイング                         | 32 300                          | 29 200                          | 30 480                          | 48                                  |
| 4              | 4              | 4              | ノースロップ・グラマン             | 27 000                          | 26 090                          | 24 600                          | 77                                  |
| 5              | 5              | 5              | ジェネラル・ダイナミクス           | 25 590                          | 22 780                          | 21 520                          | 78                                  |
| 6              | 6              | 6              | レイセオン                         | 21 030                          | 23 080                          | 19 540                          | 91                                  |
| 7              | 7              | 7              | EADS                               | 17 900                          | 15 930                          | 13 100                          | 28                                  |
| 8              | 8              | 9              | フィンメッカニカ                   | 13 280                          | 13 020                          | 9 850                           | 52                                  |
| 9              | 9              | 8              | L-3 コミュニケーションズ           | 13 010                          | 12 160                          | 11 240                          | 82                                  |
| 11             | 10             | 10             | タレス・グループ                   | 10 200                          | 10 760                          | 9 350                           | 58                                  |
| 10             | 11             | 11             | ユナイテッド・テクノロジーズ       | 11 110                          | 9 980                           | 8 760                           | 17                                  |
| 12             | 12             | 12             | SAIC                               | 8 030                           | 7 350                           | 6 250                           | 73                                  |
| 15             | 13             | 16             | KBR                                | 4 990                           | 5 730                           | 5 000                           | 50                                  |
| 13             | 14             | 13             | CSC                                | 6 050                           | 5 710                           | 5 420                           | 34                                  |
| 14             | 15             | 15             | ハネウェル                         | 5 380                           | 5 310                           | 5 020                           | 15                                  |
| 17             | 16             | 19             | ITT Corp.                          | 4 730                           | 5 170                           | 3 850                           | 44                                  |
| 19             | 17             | 17             | ロールス・ロイス・ホールディングス | 4 140                           | 4 720                           | 4 580                           | 28                                  |
| 18             | 22             | N              | ゼネラル・エレクトリック           | 4 700                           | 3 650                           | --                              | 3                                   |
| 20             | 19             | 25             | AMゼネラル                         | 3 720                           | 4 040                           | 2 670                           | . .                                 |
| 16             | 25             | N              | サフラングループ                   | 4 740                           | 3 020                           | --                              | 26                                  |

1. ↑  N = New to the SIPRI Top 100

出典：SIPRIトップ100 - 世界の武器生産・軍事サービス企業（2017年）

### 上位50社
| ランク | 会社名                                             | 軍需部門収益(億USドル) | 総収益に占める 軍需部門の割合（%） |
| ------ | -------------------------------------------------- | ---------------------- | ---------------------------------- |
| 1      | ロッキード・マーティン                             | 449                    | 88%                                |
| 2      | ボーイング                                         | 269                    | 29%                                |
| 3      | レイセオン・テクノロジーズ                         | 238                    | 94%                                |
| 4      | BAEシステムズ                                      | 229                    | 98%                                |
| 5      | ノースロップ・グラマン                             | 223                    | 87%                                |
| 6      | ジェネラル・ダイナミクス                           | 194                    | 63%                                |
| 7      | L-3 コミュニケーションズ                           | 119                    | 76%                                |
| 8      | エアバス・グループ                                 | 112                    | 15%                                |
| 9      | タレス・グループ                                   | 90                     | 51%                                |
| 10     | レオナルド S.p.A                                   | 88                     | 68%                                |
| 11     | Almaz-Antey                                        | 85                     | 94%                                |
| 12     | ハンティントン・インガルス・インダストリーズ       | 68                     | 74%                                |
| 13     | 統一航空機製造会社                                 | 64                     | 83%                                |
| 14     | 統一造船会社                                       | 49                     | 89%                                |
| 15     | ハネウェル                                         | 46                     | 11%                                |
| 16     | ロールス・ロイス・ホールディングス                 | 44                     | 23%                                |
| 17     | Leidos                                             | 43                     | 43%                                |
| 18     | DCNS                                               | 41                     | 99%                                |
| 19     | テキストロン                                       | 41                     | 29%                                |
| 20     | ブーズ・アレン・ハミルトン                         | 40                     | 70%                                |
| 21     | ゼネラル・エレクトリック                           | 38                     | 3%                                 |
| 22     | Tactical Missiles Corporation                      | 35                     | 99%                                |
| 23     | 三菱重工業                                         | 35                     | 10%                                |
| 24     | ラインメタル                                       | 34                     | 51%                                |
| 25     | MBDA                                               | 33                     | 97%                                |
| 26     | Babcock International Group                        | 32                     | 47%                                |
| 27     | エルビット・システムズ                             | 32                     | 95%                                |
| 28     | ロシアン・ヘリコプターズ                           | 31                     | 81%                                |
| 29     | ベクテル                                           | 31                     | 12%                                |
| 30     | CACI                                               | 29                     | 67%                                |
| 31     | サフラングループ                                   | 29                     | 15%                                |
| 32     | ヴィサコトシニエ・コンプリクシ                     | 28                     | 97%                                |
| 33     | Science Applications International Corporation     | 27                     | 62%                                |
| 34     | サーブ                                             | 26                     | 84%                                |
| 35     | Ordnance Factory Board                             | 26                     | 96%                                |
| 36     | ヒンドスタン航空機                                 | 26                     | 94%                                |
| 37     | CSRA Inc.                                          | 25                     | 48%                                |
| 38     | United Engine Corporation                          | 25                     | 64%                                |
| 39     | イスラエル・エアロスペース・インダストリーズ       | 24                     | 70%                                |
| 40     | ノースロップ・グラマン・イノベーション・システムズ | 23                     | 50%                                |
| 41     | ゼネラル・アトミックス                             | 22                     |                                    |
| 42     | ラファエル・アドバンスド・ディフェンス・システムズ | 22                     | 98%                                |
| 43     | 原子力・代替エネルギー庁                           | 21                     | 39%                                |
| 44     | Ruselectronics                                     | 21                     | 57%                                |
| 45     | 川崎重工業                                         | 21                     | 15%                                |
| 46     | ハンファテックウィン                               | 21                     | 57%                                |
| 47     | ダッソー                                           | 21                     | 39%                                |

## 市場規模・収益規模
そもそも多くの国で、軍備に割く額はGDPの数%程度（世界平均で2%強、平和な国では2%未満）であり、またその中でも金額の大半を占めるのは兵士・職員の人件費である。そのため、市場規模としてはそれほど大きくない。
ストックホルム国際平和研究所によると、2019年の世界の防衛支出は1兆9170億ドル（約200兆円）で、アメリカがその38%を占める。アメリカに次ぐ中国は13.6％を占める。
軍需産業として収益（売上高）規模が世界一の米ロッキード・マーティン社の2006年の売り上げは、世界規模の民間企業で比較すると56位でしかない。同様に軍需で世界2位の米ボーイング社は民間企業としては29位になる。軍需で2位の米ボーイング社と軍需で1位の米ロッキード・マーチン社が総収益額では順位が29位と56位と逆転するのは、それだけ米ボーイング社が軍需以外の部門の売り上げが大きいからである。
軍需3位の米ノースロップ・グラマン社はフォーチュン誌の世界企業売り上げランキングで100位に存在する。軍需4位の米ノースロップ・グラマン社と5位のレイセオンは216位と306位であり、防衛産業の巨人達も、世界企業としてはウォルマート社やゼネラルモーターズ社、トヨタ自動車社に比べれば、大人と子供程の違いが生まれる。
ただし軍需産業は軍需部門がほぼ全て国家相手の売り上げであることから、ほぼ全ての売り上げが民間相手の企業とは全く異質な存在であり、軍需産業の特殊性や問題点は別に考慮する必要がある。たとえば商売相手が国であるため、支払いがスムーズ、需要が安定しているなどの独自のメリットがある。
兵器産業だけで見ても、2000年の防衛企業上位100社の全体の兵器売上高は、1,570億米ドルしかなく、この6割はアメリカの43社のものである。1980年代半ばの冷戦末期には世界全体の兵器への支出総額は、2,900億-3,000億米ドルで、2000年代の約2倍であったので、兵器市場は急激に小さくなったといえる。また例えば米国一国の他の産業と比べても、2001年のデータでは医薬品市場で2,280億ドル、自動車市場で6,000億ドル、雑貨で5,420億ドル、生命保険売上で8,000億ドル強、証券で3,400億ドルであったので、世界の兵器市場はそれほど大きくはない。
日本の防衛装備庁によると、防衛装備品等の調達額の状況における2018年度の国内調達額は1兆6970億4900万円で、内訳は中央調達が1兆73億7000万円、地方調達が6896億7900万円となっている。
近年の戦争ビジネス市場では、AI技術が拡大している。軍事的市場におけるAIは、2023年には92億ドル（1ドル130円換算で1兆1,960億円）であり、2028年には388億ドル（5兆440億円）に拡大するという予測がある。

## 産業としての傾向
冷戦体制の終結に伴って軍事産業の「需要」が減少したが、アメリカ同時多発テロ事件以降の「非対称戦争」時代の対応のための変化が、20世紀末から現在へ続く軍需産業に業界再編を含む大きな動きを作り出している。

### 旧航空機メーカーのシステムインテグレーター化
冷戦終結の以前から、陸上と海上の最新兵器は航空兵器のようなハイテクを多く取り入れるようになり、2000年以降はこの傾向が明確になった。この傾向が生まれる以前は、たとえば陸上兵器代表の戦車でも、海上兵器の代表の巡洋艦や駆逐艦でも、それぞれの専業兵器メーカーが政府からの契約に基づいて設計と製造を行なっていた。しかし、2007年の現在では、それぞれの兵器の中枢部分に高機能電子機器によるネットワーク機能が組み込まれており、単体の兵器としての運用だけでなく、有機的に結ばれたネットワークの一部としての兵器運用が求められるようになっている。この変化によって、米ボーイング社や米ロッキード・マーティン社のように、単体の兵器に含まれる機能のみならず、ネットワーク全体の機能を理解したうえで、システムインテグレーターとしての役割を担える軍事企業のみが、政府からの主契約を受ける会社（Primary contractor）となれるようになった。
このシステムインテグレーターの役割の中には、将来の拡張や敵味方の兵器技術の方向性を理解・展望し、兵器の全体像を概略設計し、必要な要素技術を開発し、政府の要求に合わせた試作機を完成させ、個別機器や部品をそれを設計・製造するのが得意な企業に振り分けて発注し、最終的な量産までの組み立て・統合作業を監督する、投資・経費・価格を管理する、などのさまざまな能力が含まれる。このため、2007年の現在では、例えばアメリカ海軍の沿海戦闘艦LCS計画では、艦艇の製造契約までがロッキード社やジェネラル・ダイナミクス社という20世紀には航空機を製作していた企業によって執られるようになっている。この流れはアメリカだけでなく、イギリス海軍の次期空母CVF計画は英BAEシステムズ社と仏タレス社によって共同で主契約が政府と結ばれた。こういったシステムインテグレーターも実際の製造作業のほとんどは従来の造船メーカーに委託することで互いの専門能力を最大限に発揮するようになる。また、こういった動きの一環として、ノースロップ・グラマン社が2000年にインガルス造船所とアボンデール造船所、2001年にはノースロップ・グラマン・ニューポート・ニューズを合併したようなケースや、ジェネラル・ダイナミクス社が2003年にゼネラルモーターズ社からM1エイブラムス戦車などを作っていたGMディフェンス社を合併したケースのように、積極的に自社内に取り込んでいくという戦略を執るシステムインテグレーターもある。なお、ジェネラル・ダイナミクス社は1899年の設立時には潜水艦を建造していた後、1953年のコンベア社との合併以後に航空機も作るようになった会社である。

### 民間軍事会社の台頭
米ハリバートン社の子会社である米KBR社や、退役軍人によって創設されたブラックウォーター・ワールドワイドのような民間軍事会社（プライベート・ミリタリー・カンパニー／PMC）が軍需産業界内で大きな役割を持つようになってきている。これは米政府の「軍事の民営化」政策という「傭兵制度」以後の大きな歴史上の変化によって生じたと考えられる。米国軍産複合体の新しい形態となって定着するか、将来イラク戦争終結後に解消される需要であるのか今後が注目される。

### 軍需企業一覧
軍需企業の一覧を参照。

### 軍需産業におけるIT産業の拡大
アメリカの全政府系機関の間で、最低でも445億ドル（1ドル109円で換算すれば4兆8,500億円）の契約が、ビッグ・テックに与えられた。ビッグ・テックとは、Amazon, Facebook, Google, Microsoft ,Twitter(現X)のことである。Amazonの政府機関との契約の86%、Googleのそれの77%が、対テロ戦争にとって中核となるものだった。
ブラウン大学ワトソン研究所のレポートによれば、Microsoft, Amazon, Google, Oracleなどの巨大IT企業に対する5つの最大規模の軍事契約は、2018年から2022年の間では、契約上限額が、総計で最低530億ドル（1ドル109円換算で約5兆8千億円）であった。
近年の戦争では、AI技術が使用される。Googleは、イスラエル軍にAI技術を提供した。使用目的は明かされていない。イスラエル軍が開発したAIシステム・ラベンダーは、ガザ紛争でハマス人員37,000人を攻撃対象として選定するために使用された。
チャットGPTを開発したOpenAIは、米軍向けにミサイルやドローン、ソフトウェアを製造する防衛スタートアップのAndurilとの提携を発表した。
GoogleとAmazon Web Servicesに対して共同で12億ドルの契約が、プロジェクト・ニンバスに割り当てられた。イスラエル政府にクラウドコンピューティング環境やAIなどの技術を提供するものである。2021年にGoogleとAmazonの従業員がガーディアン紙に公開書簡を掲載し、同プロジェクトを批判した。彼らは、「（同プロジェクトは）さらなるパレスチナ人に対する監視と不法なデータ収集を許し、パレスチナの土地におけるイスラエルの違法な入植の拡大を助長するものだ」、そう書簡で述べた。Googleでは、プロジェクトに反対した従業員50人が解雇された。
イスラエルの国家サイバー管理局長ギャビー・ポートノイは、「両社（GoogleとAmazon）との契約がイスラエルのハマスに対する軍事報復を支援してくれるものと考えている」と発言している。

## 各国の防衛予算
| 順位 | 国             | 予算($ 10億ドル) | 世界全体に占める割合 (%) | 2019年の時点でGDP（2018年）に占める割合 (%) |
| ---- | -------------- | ---------------- | ------------------------ | ------------------------------------------- |
| —    | 世界全体       | 1868.0           | 100                      | —                                           |
| 1    | アメリカ合衆国 | 731.8            | 39.2                     | 3.6                                         |
| 2    | 中国           | 261.1            | 14.0                     | 2.0                                         |
| 9    | インド         | 71.1             | 3.8                      | 2.6                                         |
| 5    | ロシア         | 65.1             | 3.5                      | 3.9                                         |
| 8    | サウジアラビア | 61.9             | 2.8                      | 7.9                                         |
| 4    | フランス       | 50.1             | 2.7                      | 1.8                                         |
| 7    | ドイツ         | 49.3             | 2.6                      | 1.2                                         |
| 3    | イギリス       | 48.7             | 2.6                      | 1.7                                         |
| 6    | 日本           | 47.6             | 2.5                      | 1.0                                         |
| 10   | 韓国           | 43.9             | 2.3                      | 2.6                                         |

## 兵器貿易における主要輸出国ランキング
| 2001年10月の順位 | 供給国         | 2001 | 2002 | 2003 | 2004 | 2005 | 2006 | 2007 | 2008 | 2009 | 2010 |
| ---------------- | -------------- | ---- | ---- | ---- | ---- | ---- | ---- | ---- | ---- | ---- | ---- |
| 1                | アメリカ合衆国 | 5908 | 5229 | 5698 | 6866 | 6700 | 7453 | 8003 | 6288 | 6658 | 8641 |
| 2                | ロシア         | 5896 | 5705 | 5236 | 6178 | 5134 | 5095 | 5426 | 5953 | 5575 | 6039 |
| 3                | ドイツ         | 850  | 916  | 1713 | 1105 | 2080 | 2567 | 3194 | 2500 | 2432 | 2340 |
| 4                | フランス       | 1297 | 1368 | 1345 | 2219 | 1724 | 1643 | 2432 | 1994 | 1865 | 834  |
| 5                | イギリス       | 1368 | 1068 | 741  | 1316 | 1039 | 855  | 1018 | 982  | 1022 | 1054 |
| 6                | 中国           | 499  | 509  | 665  | 292  | 303  | 597  | 430  | 586  | 1000 | 1423 |
| 7                | オランダ       | 203  | 239  | 342  | 209  | 583  | 1187 | 1326 | 530  | 545  | 503  |
| 8                | スウェーデン   | 880  | 191  | 526  | 314  | 538  | 432  | 366  | 454  | 383  | 806  |
| 9                | イタリア       | 216  | 426  | 341  | 212  | 774  | 502  | 684  | 417  | 514  | 627  |
| 10               | イスラエル     | 407  | 436  | 368  | 628  | 368  | 299  | 438  | 281  | 807  | 472  |
| 11               | ウクライナ     | 700  | 311  | 442  | 200  | 290  | 553  | 728  | 330  | 320  | 201  |
| 12               | スペイン       | 7    | 120  | 150  | 56   | 108  | 843  | 590  | 610  | 998  | 513  |
| 13               | スイス         | 193  | 157  | 181  | 243  | 246  | 285  | 301  | 482  | 255  | 137  |
| 14               | カナダ         | 129  | 170  | 263  | 265  | 226  | 226  | 334  | 227  | 169  | 258  |
| 15               | 韓国           | 165  | N/A  | 100  | 29   | 48   | 94   | 220  | 80   | 163  | 95   |

## 兵器貿易における主要輸入国ランキング
| 現在の順位 | 輸入国           | 2000 | 2001 | 2002 | 2003 | 2004 | 2005 | 2006 | 2007 | 2008 | 2009 | 2010 |
| ---------- | ---------------- | ---- | ---- | ---- | ---- | ---- | ---- | ---- | ---- | ---- | ---- | ---- |
| 1          | インド           | 911  | 1242 | 1872 | 2802 | 2227 | 1036 | 1257 | 2179 | 1810 | 2116 | 3337 |
| 2          | シンガポール     | 622  | 220  | 235  | 88   | 384  | 543  | 52   | 368  | 1123 | 1729 | 1078 |
| 3          | マレーシア       | 30   | 26   | 131  | 135  | 48   | 51   | 410  | 546  | 541  | 1494 | 411  |
| 4          | ギリシャ         | 710  | 725  | 491  | 2241 | 1528 | 389  | 598  | 1796 | 563  | 1269 | 703  |
| 5          | 韓国             | 1262 | 623  | 461  | 680  | 986  | 686  | 1650 | 1758 | 1821 | 1172 | 1131 |
| 6          | パキスタン       | 158  | 397  | 533  | 592  | 385  | 332  | 262  | 613  | 939  | 1146 | 493  |
| 7          | アルジェリア     | 418  | 553  | 237  | 197  | 272  | 156  | 308  | 471  | 1518 | 942  | 791  |
| 8          | アメリカ合衆国   | 301  | 449  | 453  | 533  | 512  | 501  | 581  | 731  | 808  | 831  | 893  |
| 9          | オーストラリア   | 364  | 1191 | 647  | 798  | 505  | 470  | 682  | 629  | 380  | 757  | 1677 |
| 10         | トルコ           | 1170 | 553  | 1009 | 438  | 187  | 1005 | 422  | 585  | 578  | 675  | 468  |
| 11         | サウジアラビア   | 80   | 59   | 555  | 159  | 1161 | 148  | 185  | 64   | 115  | 626  | 787  |
| 12         | アラブ首長国連邦 | 243  | 186  | 213  | 695  | 1246 | 2198 | 2026 | 938  | 748  | 604  | 493  |
| 13         | 中華人民共和国   | 2015 | 3366 | 2819 | 2207 | 3080 | 3511 | 3831 | 1474 | 1481 | 595  | 559  |
| 14         | ノルウェー       | 263  | 148  | 92   | 4    | 6    | 14   | 469  | 494  | 536  | 576  | 205  |
| 15         | インドネシア     | 171  | 27   | 63   | 398  | 82   | 31   | 58   | 577  | 241  | 452  | 198  |

## アメリカにおける政治と軍需産業のつながり
世界最大の軍需産業を抱える国、アメリカでは軍需産業が政治に与える影響が大きいと言われている。ドワイト・D・アイゼンハワー大統領が、退任挨拶で語った言葉を引用する。
「巨大な軍隊の既得権益と軍需産業のこのような結合は、アメリカの経験上、新しいものです。その経済的、政治的、精神的な全体的影響力が、全ての都市で、すべての州議会で、全ての連邦政府のオフィスで感じられます。」
「政府の会議において、それが望まれたものであってもなくても、私たちは軍産複合体による望まれない影響力の獲得から（自らを）守っていかなくてはなりません。誤って与えられた権力による惨劇が起こる可能性が存在し、それが続いていくでしょう。」
　アメリカの国会議員は、総数535人であるが、そのうち51人の議員と配偶者が、世界上位30の防衛関連請負会社リストに含まれる企業の株を所有している。9%以上の国会議員が、軍需産業の株が上がれば利益を手にする。230万ドルから580万ドルの間の株を所有し、1ドル109円で計算すると、日本円で約2億5千億円から6億3千億円程度になる（この金額は、全議員の所有株式の合計だと思われる）。 51人の議員の中で、21人が10万ドル（日本円で1100万円程度）を超える投資をしている。アメリカの軍需産業上位3社の株価は、ロシアによるウクライナ侵攻の開始前年の2021年1月と、開始後の2023年1月を比較すると、4割から5割上昇している。1100万円の株を所有する議員は、ウクライナ戦争の前後で440万円以上、資産価値が上昇したことになる。
軍需産業を広い意味で、軍事行動（戦争）で利益を得る企業と定義すると、例えばエネルギー関連企業がそこに含まれる。中東戦争やロシアによるウクライナ侵攻など、複数の戦争の前後でエネルギー価格が上昇したと言われている。2019年12月13日時点で、134人の国会議員とその配偶者が、化石燃料を扱う会社の株と投資信託に投資をしている。四人に一人の議員が株を所有していることになる。上院と下院のメンバーを合計すると、3300万ドルから9200万ドルが化石燃料の株に投資されている。日本円で約36億円から100億円である。議員1人あたり、2,600万円〜7,400万円の投資をしていることになる。アメリカのエネルギー関連企業上位3社の株価は、ウクライナ侵攻開始前年の2021年1月と、開始翌年の2023年同月を比較すると、90〜160%上昇している。仮に100%、議員の持つ株の価格が上昇しているとすると、議員1人あたりで、2,600万円〜7,400万円、ウクライナ戦争後に所有株の資産価値が上昇したことになる。
バイデンアメリカ元大統領は、退任挨拶において「私達は、議員が任期中に株を売買することを禁止する必要があります。」と述べており、議員による株所有の危険性を示唆している。断定できないまでも、議員の株所有と金銭的利害が戦争と関連する可能性が存在する。